# Tebing (Kelapa)
Tebing is een plaats in het bestuurlijke gebied Bangka Barat in de provincieBangka-Belitung, Indonesië. De plaats telt 1147 inwoners (volkstelling 2010).